# Museo Hidráulico de los Molinos del Río Segura
El Museo Hidráulico de los Molinos del Río Segura se sitúa en la ciudad de Murcia (España), en la orilla derecha del río Segura junto al Puente de los Peligros, en el barrio del Carmen.
El histórico edificio de los molinos, del siglo XVIII, vivió una reforma para su adaptación en museo, siendo inaugurado en 1989, obra de Juan Navarro Baldeweg que fue incluida entre las diez mejores de la década de los ochenta en España.

## Historia
Las instalaciones molineras más importantes con las que contó la ciudad de Murcia fueron los denominados Molinos Nuevos, situados sobre la margen derecha del río Segura, junto al Puente Viejo. La primera noticia que se tiene de ellos data de 1364, siendo entonces un batán que posteriormente se reconvertiría en molino de cereal. Estos molinos fueron denominados durante mucho tiempo como los de Allende, en contraposición de los de Aquende, situados en la margen izquierda, donde se encontraba la ciudad.
A mediados del siglo XV  llegaron a tener seis ruedas horizontales o de rodezno, tres de ellas aguas arriba del puente, que serían el origen del Molino de los Álamos y otras tres aguas abajo, que darían lugar a los Molinos Nuevos.
Las instalaciones molineras han estado siempre expuestas a la acción devastadora de las crecidas del río. En el año 1743, debido a una de esas numerosas crecidas, los molinos de Allende, cuya estructura de época medieval era de madera, quedaron inutilizados definitivamente, por lo que fue necesaria la construcción de un nuevo edificio, esta vez de piedra, origen del actual.

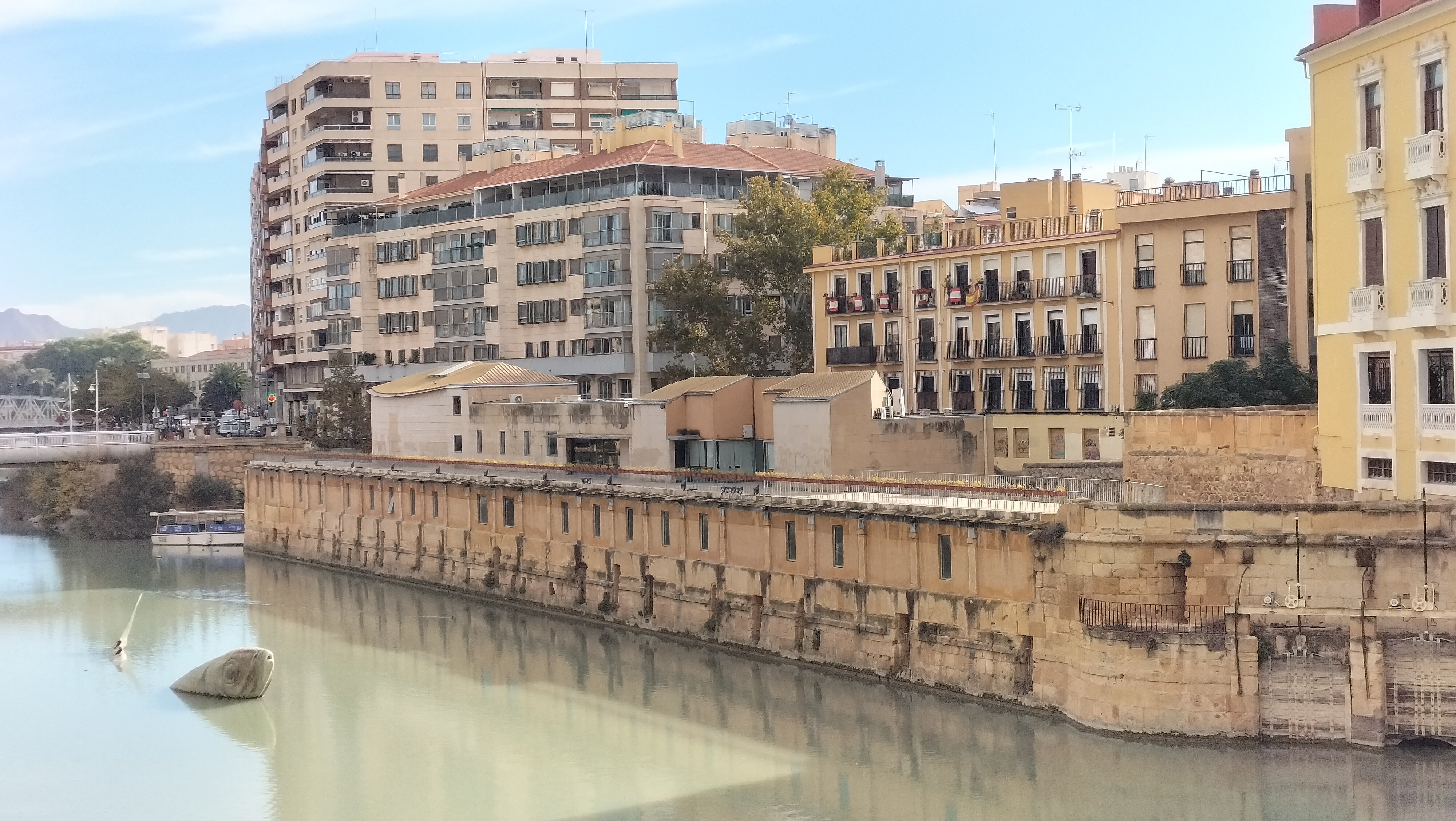
Imagen del Museo Hidráulico de los Molinos del Río Segura

En 1785 se levantó el nuevo edificio. En esta ocasión, a diferencia del anterior, las ruedas perpendiculares al cauce del río, el edificio y las ruedas se instalaron de forma longitudinal para no dificultar el paso de las aguas. Para la entrada del agua se construyó un canal y un azud que derivaba la corriente al edificio nuevo, que contaba con un total de 21 ruedas, ampliadas en el año 1808 a 24 ruedas, de ahí el nombre que recibió posteriormente como Molino de las 24 piedras.
Durante el siglo XIX fueron numerosos los pleitos para dilucidar la propiedad de las mismas, quedando la mayoría en poder del Ayuntamiento y el resto en manos de particulares. Con posterioridad, el Ayuntamiento, vendió las que poseía a pequeños propietarios que continuaron con la explotación para obtención de harinas. Una explotación que con la llegada de la industrialización no fue capaz de competir con otros sistemas más modernos que permitían la obtención de harinas de mejor calidad y a precios más baratos. Es en este momento cuando empieza la crisis de estas instalaciones, que pasaron entonces a ser utilizados para la obtención de harinas para el ganado o para moler pimiento, actividad que duró hasta mediados de los años setenta del siglo XX, cuando quedan en completo abandono.
Con el desuso y el abandono de los Molinos, llegó su valoración como testimonio de la memoria colectiva de la sociedad murciana y como patrimonio industrial. Así, en 1983 el Ministerio de Obras Públicas encargó a Juan Navarro Baldeweg un proyecto de reutilización de los molinos para Centro Cultural y Museo Hidráulico, siendo inaugurado el edificio en 1989.
El proyecto de reparación cierra y completa la imagen de importancia urbana de las márgenes históricas del río, proponiendo un equilibrio visual bien definido del lado del Barrio del Carmen.

## Uso actual
Los usos actuales de «Los Molinos del Río» son la exhibición permanente de las instalaciones de los molinos harineros y la programación continuada de exposiciones temporales, muchas de ellas de producción propia, que comparten la intención de profundizar y divulgar aspectos históricos, etnográficos y arqueológicos de nuestra cultura.
"Así funciona un molino" es el título de la exposición permanente del Centro, con la cual podemos conocer la historia y la evolución tecnológica de los molinos de agua desde la Prehistoria hasta nuestros días. También, el Centro ofrece varios talleres para los distintos ciclos de la Educación Primaria y Secundaria.